# مصطفى آيت إيدير
مصطفى آيت إيدير (9 يوليو 1970) معتقل جزائري بوسني سابق. 
اُعتقل نحو 7 سنوات من قِبل الولايات المتحدة في معسكرات الاعتقال غوانتانامو في كوبا.

## حياته الشخصية
ولد في الجزائر، وسافر إلى البوسنة، وتزوج من امرأة بوسنية، وأصبح مواطن بوسني.

## اعتقاله من قبل السلطات الأمريكية
اعتقل في 18 أكتوبر 2001 بتهمة المشاركة في مؤامرة لتفجير سفارة الولايات المتحدة، تم الإفراج عنه مع ستة أخرين بعد تبرئتهم.

## اعتقاله في غوانتانامو
ثم قامت القوات الأمريكية بالقبض عليهم في 17 يناير عام 2002، وقامت بنقلهم إلى خليج غوانتانامو. 
يقول آيت إيدير أنه كان يُعامل معاملة وحشية هناك، فيقول أن الحراس كانوا يضربونه مكبلًا، ويعذبونه مما أصابه بالشلل في الجزء الأيسر من وجهه. 

## إطلاق سراحه
في 16 ديسمبر 2008 تم إطلاق سراح مصطفى آيت إيدير، وحاج بوديله، ومحمد نيشل، وعادوا إلى البوسنة. قال مصطفى آيت إيدير في تصريح لصحيفة أسترالية:
| «لما يقرب من سبع سنوات كنت في نهاية العالم، في أسوأ مكان في العالم. من المستحيل العيش في هذا المكان حتى لو كنت قد فعلت شيئًا خاطئًا، وهو أصعب بكثير إذا كنت بريئًا.» |
في 3 مارس 2009، قالت صحيفة الخبر أن إدارة بوش أجبرت المعتقلين الثلاثة على التوقيع على تعهدات بأنهم لن يقاضوا الحكومة الأمريكية قبل إطلاق سراحهم.

## وصلات خارجية
- من هم معتقلو غوانتانامو، مصطفى خضر وخمسة آخرين،  منظمة العفو الدولية.
- الجزائريين المطلق سراحهم من غوانتانامو، لا يزالون يدفعون الثمن.
- تقرير عن التعذيب والمعاملة القاسية أو اللاإنسانية والمهينة في معتقل خليج غوانتانامو بكوبا. (مصطفى خضر).